# Marco Di Meco

Marco di Meco (Chieti, 5 de fevereiro de 1982) é um compositor de jazz, flautista e escritor italiano.
é conhecido mundialmente por suas composições musicais 
. Faz parte da nova cena internacional do jazz
.

## Discografía (parcial)
- 5 Colori
- Rosalinda
- Lucilla
- Against Capitalism: Première Symphonie
- Moon Mary Light